# Маріо Баслер
Маріо Баслер (нім. Mario Basler, нар. 18 грудня 1968, Нойштадт) — німецький футболіст, колишній захисник «Кайзерслаутерна», «Рот-Вайсса», «Вердера», «Баварії». Надалі — футбольний тренер.

## Біографія
Маріо Баслер почав свою кар'єру гравця в «Кайзерслаутерні», але провів лише один офіційний матч з 1987 по 1989 рік. У 1993 році він приєднався до «Вердера», після трьох сезонів гри за «Герту» і «Рот-Вайс» в Другій Бундеслізі. З бременським клубом Баслер виграв Кубок Німеччини в 1994 році і зайняв друге місце в Бундеслізі в сезоні 1994-95. В тому ж сезоні Маріо став найкращим бомбардиром Бундесліги, забивши 20 голів.
В 1996 році Баслер приєднався до «Баварії», де він став чемпіоном Німеччини в 1997 і 1999 роках, і забив переможний гол в фіналі Кубку Німеччини в 1998 році. Баслер також забив перший гол за «Баварію» в їх переможному фіналі Ліги чемпіонів УЄФА 1998-99 проти «Манчестер Юнайтед» на Камп Ноу зі штрафного на шостій хвилині гри. Незважаючи на що «Баварія» все-таки програла матч з рахунком 1:2.
Маріо повернувся в «Кайзерслаутерн» в 1999 році, дійшовши з ним до півфіналу Кубка УЄФА в 2001 році і до фіналу Кубка Німеччини 2002-03.

## Титули і досягнення

### «Вердер»
- Кубок Німеччини
  - Володар (1): 1993–94
- Суперкубок Німеччини
  - Володар (2): 1993, 1994

### «Баварія»
- Чемпіонат Німеччини
  - Чемпіон (2): 1996–97, 1998–99
- Кубок Німеччини
  - Володар (1): 1997–98
- Кубок німецької ліги
  - Володар (3): 1997, 1998, 1999
- Ліга чемпіонів
  - Фіналіст (1): 1998–99

### «Кайзерслаутерн»
- Кубок Німеччини
  - Фіналіст (1): 2002–03

### Збірна Німеччини
- Чемпіонат Європи
  - Чемпіон (1): 1996